# ルテノセン
ルテノセン（Ruthenocene、C10H10Ru）は、2分子のシクロペンタジエニル環にルテニウムイオンがサンドイッチされた構造の有機金属化合物である。サンドイッチ化合物およびメタロセンの一つである。

## 歴史
ルテノセンは1952年にジェフリー・ウィルキンソンによって初めて合成された。彼はこの一年前にフェロセンを発見し、後にノーベル化学賞を受賞した。

## 構造
このメタロセンは、2分子のシクロペンタジエニル環にルテニウム(II)がサンドイッチされた対称的な構造をしており、シクロペンタジエニル環のπ電子とルテニウムの4d軌道が結合に寄与している。
シクロペンタジエニル環がねじれ形配座のフェロセンと比べ、ルテノセンのそれは重なり形配座をとる。これは、ルテニウムの大きなイオン半径によりシクロペンタジエニル環同士の間隔が増大し、立体障害が緩和されるためである。同様に、オスミウムのメタロセンであるオスモセンも重なり形配座をとる。

## 化学的性質
ルテノセンはフェロセンと同じような反応を起こす（例：臭素水や硫酸銀による酸化）。しかしながら、2種の間には小さないくつかの差異がある。ルテノセンは電気化学的に酸化されたとき1電子ではなく2電子で変化する 。加えて、ルテノセンはその電子数のためにニッケロセンのような他のいくつかのメタロセンとは異なる。ニッケロセンは電子数が20なのに対しルテノセンは18電子を持つ。これは18電子則を満足するためより安定な化合物であると考えられる。

## 合成
始め、ルテノセンはアセチルアセトンルテニウム(III)と臭化シクロペンタジエニルマグネシウムの反応によって合成されていた 。
また、以下の反応によっても合成される。